# Togüí (ort)
Togüí är en ort i Colombia.   Den ligger i departementet Boyacá, i den centrala delen av landet, 110 km nordost om huvudstaden Bogotá. Togüí ligger 3 098 meter över havet och antalet invånare är 829.
Terrängen runt Togüí är lite bergig. Runt Togüí är det ganska tätbefolkat, med 160 invånare per kvadratkilometer. Närmaste större samhälle är Turmequé, 8,0 km söder om Togüí. Trakten runt Togüí består i huvudsak av gräsmarker.